# رتیل قیف‌تنک
رتیل قیف‌تنک (نام علمی: Dipluridae) نام یک تیره از راسته عنکبوت است.